# Mauro Mancini (regista)
Mauro Mancini (Pontecorvo, 26 maggio 1978) è un regista e sceneggiatore italiano, vincitore alla 77ª Mostra internazionale d'arte cinematografica di Venezia della settimana internazionale della critica per la regia di Non odiare.

## Biografia
Impegnato nella regia di spot pubblicitari si avvicina al cinema nel 2005 col cortometraggio Il nostro segreto col quale si aggiudica il premio di categoria nella prima edizione della Festa del Cinema di Roma nel 2006. Del 2009 è la sua prima pellicola cinematografica, membro del collettivo che dirige Feisbum - Il film.

## Filmografia

### Cinema
- Feisbum - Il film (2009)
- Non odiare (2020)
- Mani nude (2025)

### Televisione
- Teddy (2019)
- Maria Corleone (2023-2025)

## Premi e riconoscimenti
David di Donatello
2021 - Candidato a miglior regista esordiente - Non odiare
Nastro d'argento
2021 - Candidato a miglior regista esordiente - Non odiare
Ciak d'oro
2021 - Candidato a migliore opera prima - Non odiare